# Spring Breakers
Spring Breakers es una película estadounidense de comedia dramática de 2013 escrita y dirigida por Harmony Korine y protagonizada por James Franco, Ashley Benson, Vanessa Hudgens, Selena Gomez y Rachel Korine. La película sigue a cuatro jóvenes en edad universitaria que deciden robar un restaurante de comida rápida con el fin de pagar por sus vacaciones de primavera.
La película tuvo un lanzamiento limitado, estrenándose solo en 11 cines de Estados Unidos. Fue seleccionada para competir por el León de Oro en el Festival Internacional de Cine de Venecia de 2012.

## Sinopsis
Cuatro estudiantes de universidad llamadas Faith (Selena Gomez), Brit (Ashley Benson), Candy (Vanessa Hudgens) y Cotty (Rachel Korine) planean reunir dinero para su viaje de vacaciones de primavera atracando un puesto de comida rápida. Pero eso es solo el principio. Durante una noche de fiesta, las chicas son arrestadas con cargos por drogas. Con resaca y vestidas solo con sus bikinis, comparecen ante un juez, pero son liberadas inesperadamente por Alien (James Franco), un matón local traficante de armas y drogas que las toma bajo su ala y las lleva a las vacaciones más salvajes de la historia. Duro por fuera, pero con un lado amable, Alien se gana el corazón de las chicas, y las llevará en un viaje que nunca olvidarán.

## Reparto
- James Franco como Alien.
- Ashley Benson como Brit.
- Vanessa Hudgens como Candy.
- Selena Gomez como Faith.
- Rachel Korine como Cotty.
- Heather Morris como Bess.
- Gucci Mane como Archie.
- Ash Lendzion como Forest.

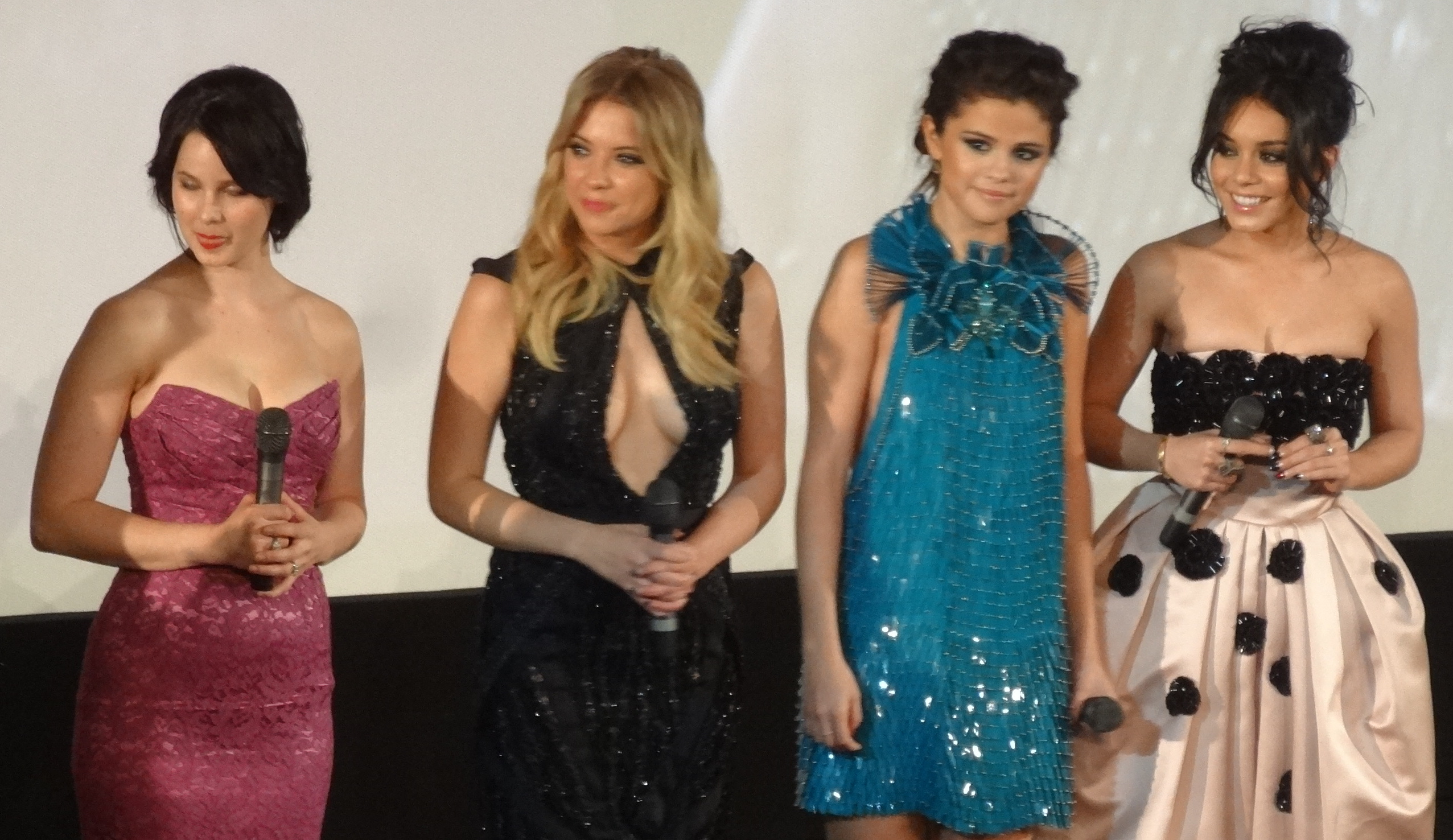
Una parte del elenco principal en el estreno de la película en París en febrero de 2013 (de izquierda a derecha: Rachel Korine, Ashley Benson, Selena Gomez y Vanessa Hudgens).

- Sidney y Thurman Sewell/The ATL Twins como Gemelos Narcotraficantes.

## Producción
De acuerdo con Harmony Korine, escribió la película para «compensar» sus propias vacaciones de primavera, ya que se dedicó por completo al skate, se perdió lo que él vio como una oportunidad para «actividades hedonistas». La formación original para las protagonistas era Selena Gomez, Vanessa Hudgens y Emma Roberts. Rachel Korine fue la primera en confirmarse en el proyecto. Emma Roberts se retiró de la filmación a mediados de 2012 debido a «diferencias creativas que no podían ser resueltas».
 El director Korine reunió a propósito un grupo de actrices jóvenes conocidas con una reputación similar a la de Roberts en Hollywood. La película se filmó entre marzo y abril de 2012 en y a los alrededores de St. Petersburg, Florida. Una vista previa de tres minutos de la película se estrenó en el Festival de Cine de Cannes 2012. Se confirmó que Skrillex produciría la banda sonora de la película.

## Recepción
La película recibió críticas generalmente positivas. La página de críticas Rotten Tomatoes da una puntuación "fresca" de 67% basada en los comentarios de 173 críticos, con una calificación media de 6,4 sobre 10. El consenso del sitio dice lo siguiente: "Spring Breakers mezcla un punzante comentario social con bikini cheesecake y un desempeño virtuoso de James Franco". En Metacritic, la película tiene una puntuación de 63 sobre 100, basado en los comentarios de 40 críticos, lo que indica "críticas generalmente favorables".
A principios de 2015, Indiewire colocó a Spring Breakers en el puesto 50 de las 50 mejores películas de la década del 2010.

## Premios y nominaciones
| Año  | Premio                                    | Categoría                                                           | Nominado/a                                    | Resultado |
| ---- | ----------------------------------------- | ------------------------------------------------------------------- | --------------------------------------------- | --------- |
| 2012 | Festival Internacional de Cine de Venecia | León de Oro                                                         | Harmony Korine                                | Nominado  |
| 2012 | Festival Internacional de Cine de Venecia | Premio digital del festival de películas futuras - Mención especial | Harmony Korine                                | Ganador   |
| 2013 | Teen choice Awards                        | Mejor Actriz                                                        | Selena Gomez                                  | Ganadora  |
| 2014 | MTV Movie Awards                          | Mejor Beso                                                          | Ashley Benson, James Franco y Vanessa Hudgens | Nominado  |

## Doblaje

### Doblaje mexicano
Estudio de doblaje: Doblajes París 
| Personaje            | Actor original  | Actor de doblaje   |
| -------------------- | --------------- | ------------------ |
| Alien                | James Franco    | Héctor Rocha       |
| Faith                | Selena Gomez    | Marisol Castro     |
| Candy                | Vanessa Hudgens | Desirée Sandoval   |
| Brit                 | Ashley Benson   | Carol Estrada      |
| Cotty                | Rachel Korine   | Desirée Sandoval   |
| Archie               | Gucci Mane      | Mario Hernández    |
| Profesor de historia | Lee Irby        | Víctor Covarrubias |